# 1425
Il 1425 (MCDXXV in numeri romani) è un anno  del XV secolo.

## Eventi
- 11 aprile – Alberigo da Barbiano apre la prima scuola laica a Forlì.
- La Serenissima incarica Paolo Uccello di eseguire la serie di Mosaici nella Basilica di San Marco.
- Maestro di Vignola svolge la sua arte di pittore.
- Francesco Bussone detto il Carmagnola passa al servizio di Venezia.

## Nati
- 11 gennaio - Madeleine Amelie Bisaillon, nobildonna francese
- 25 gennaio - Enrico IV di Castiglia, re († 1474)
- 29 gennaio - Antonio da Lezze, militare e politico italiano
- 2 febbraio - Eleonora di Navarra, principessa († 1479)
- 21 marzo - Henry de Beauchamp, I duca di Warwick, conte († 1446)
- 31 marzo - Bianca Maria Visconti, nobile italiana († 1468)
- 30 aprile - Guglielmo III di Sassonia, principe tedesco († 1482)
- 1º agosto - Federico I del Palatinato, nobile tedesco († 1476)
- 14 agosto - Teodoro Paleologo, cardinale e vescovo italiano († 1484)
- 18 novembre - Cunegonda di Sternberg, nobile boema († 1449)
- 20 dicembre - Caterina di Bosnia, beata bosniaca († 1478)
- Andrea Alessi, scultore e architetto italiano († 1505)
- Pietro III Alighieri, nobile e politico italiano
- Maria d'Aragona, nobile italiana († 1449)
- Basinio Basini, umanista e poeta italiano († 1457)
- Bernardino Caimi, religioso italiano († 1500)
- Lorenzo Canozi, intarsiatore, tipografo e pittore italiano († 1477)
- Roberto Caracciolo, francescano e vescovo cattolico italiano († 1495)
- Carlo I d'Armagnac, nobile francese († 1497)
- Coriolano Cippico, storiografo e umanista italiano († 1493)
- Leone Cobelli, pittore e storico italiano († 1500)
- Taddeo Crivelli, pittore italiano († 1479)
- Elisabetta di Brandeburgo, principessa († 1465)
- Ferdinando da Cordova, filosofo spagnolo († 1485)
- Giovanna Enríquez, regina († 1468)
- Guglielmo IV di Brunswick-Lüneburg, duca († 1503)
- Jacopo Loschi, pittore italiano († 1504)
- Celso Maffei, letterato e religioso italiano († 1508)
- Olivier de la Marche, poeta e militare fiammingo († 1502)
- Marco da Montegallo, religioso italiano († 1496)
- Simon Marmion, pittore e miniatore francese († 1489)
- Bartolomeo II Martinengo, nobile italiano († 1471)
- Ali Bey Mihaloglu, militare ottomano († 1507)
- Gian Lodovico I Pallavicino, ambasciatore e politico italiano († 1481)
- Rolando II Pallavicino, nobile italiano († 1509)
- Scipione Pico della Mirandola, militare e nobile italiano († 1488)
- Sperandio Mantovano, medaglista e scultore italiano († 1495)
- Henry Stafford, nobile inglese († 1471)
- Humphrey Stafford, conte di Stafford, nobile inglese († 1458)
- Vlad IV Călugărul († 1495)
- Giovanna II d'Albret, nobile francese († 1444)
- Giovanni I d'Albret, militare e politico francese († 1468)
- Matteo di Capua, condottiero italiano († 1481)

## Morti
- 6 gennaio - Giovanni III di Baviera-Straubing, vescovo cattolico tedesco (n. 1374)
- 18 gennaio - Edmondo Mortimer, V conte di March, nobile britannico (n. 1391)
- 24 gennaio - Caterina di Borgogna, nobile (n. 1378)
- 1º febbraio - Oddo Fortebraccio, nobile e condottiero italiano (n. 1410)
- 12 febbraio - Cabrino Fondulo, condottiero italiano (n. 1370)
- 27 febbraio - Basilio I di Russia, principe russo (n. 1371)
- 16 marzo - Leonardo Dati, umanista italiano (n. 1360)
- 17 marzo - Ashikaga Yoshikazu, militare giapponese (n. 1407)
- 30 marzo - Guglielmo II di Meißen, nobile tedesco (n. 1371)
- 16 maggio - Cristoforo Castiglione, giurista italiano (n. 1345)
- 21 maggio - Ugo d'Este, nobile (n. 1405)
- 21 maggio - Parisina Malatesta, marchesa italiana (n. 1404)
- 24 maggio - Murdoch Stuart, nobile scozzese (n. 1362)
- 29 maggio - Hongxi, imperatore cinese (n. 1378)
- 1º luglio - Giorgio di Sagla, presbitero e scrittore etiope
- 18 luglio - Pietro di ser Mino da Montevarchi, giurista e religioso italiano
- 21 luglio - Manuele II Paleologo, imperatore bizantino (n. 1350)
- 23 luglio - Tebaldo Ordelaffi, nobile italiano (n. 1413)
- 25 agosto - Cristoforo di Werle, principe
- 8 settembre - Carlo III di Navarra, sovrano (n. 1361)
- 17 settembre - Bona d'Artois, principessa francese (n. 1394)
- 21 ottobre - Ralph Neville, I conte di Westmorland, nobile britannico
- 29 novembre - Alfonso V di Ribagorza, nobile
- Alfonso Álvarez de Villasandino, poeta spagnolo (n. 1340)
- Atanasio IV di Alessandria, arcivescovo ortodosso egiziano
- Jean de Béthencourt, esploratore francese (n. 1362)
- Elizabeth FitzAlan, nobile inglese (n. 1366)
- Bartolomeo Gonzaga, condottiero e politico italiano (n. 1380)
- Maestro del paramento di Narbona, miniatore e pittore francese (n. 1361)
- Mādhavan di Sangamagrama, matematico e astronomo indiano (n. 1350)
- Agostino Sbarra, numismatico italiano
- Yunus, sultano berbero
- Ugolino da Montecatini, medico e idrologo italiano (n. 1345)

## Calendario
| Calendario 1425 | Calendario 1425 | Calendario 1425 | Calendario 1425 | Calendario 1425 | Calendario 1425 | Calendario 1425 | Calendario 1425 | Calendario 1425 | Calendario 1425 | Calendario 1425 | Calendario 1425 | Calendario 1425 | Calendario 1425 | Calendario 1425 | Calendario 1425 | Calendario 1425 | Calendario 1425 | Calendario 1425 | Calendario 1425 | Calendario 1425 | Calendario 1425 | Calendario 1425 | Calendario 1425 | Calendario 1425 | Calendario 1425 | Calendario 1425 | Calendario 1425 | Calendario 1425 | Calendario 1425 | Calendario 1425 | Calendario 1425 | Calendario 1425 |
| --------------- | --------------- | --------------- | --------------- | --------------- | --------------- | --------------- | --------------- | --------------- | --------------- | --------------- | --------------- | --------------- | --------------- | --------------- | --------------- | --------------- | --------------- | --------------- | --------------- | --------------- | --------------- | --------------- | --------------- | --------------- | --------------- | --------------- | --------------- | --------------- | --------------- | --------------- | --------------- | --------------- |
|                 | 1               | 2               | 3               | 4               | 5               | 6               | 7               | 8               | 9               | 10              | 11              | 12              | 13              | 14              | 15              | 16              | 17              | 18              | 19              | 20              | 21              | 22              | 23              | 24              | 25              | 26              | 27              | 28              | 29              | 30              | 31              |                 |
| Gennaio         | Lu              | Ma              | Me              | Gi              | Ve              | Sa              | Do              | Lu              | Ma              | Me              | Gi              | Ve              | Sa              | Do              | Lu              | Ma              | Me              | Gi              | Ve              | Sa              | Do              | Lu              | Ma              | Me              | Gi              | Ve              | Sa              | Do              | Lu              | Ma              | Me              |                 |
| Febbraio        | Gi              | Ve              | Sa              | Do              | Lu              | Ma              | Me              | Gi              | Ve              | Sa              | Do              | Lu              | Ma              | Me              | Gi              | Ve              | Sa              | Do              | Lu              | Ma              | Me              | Gi              | Ve              | Sa              | Do              | Lu              | Ma              | Me              |                 |                 |                 |                 |
| Marzo           | Gi              | Ve              | Sa              | Do              | Lu              | Ma              | Me              | Gi              | Ve              | Sa              | Do              | Lu              | Ma              | Me              | Gi              | Ve              | Sa              | Do              | Lu              | Ma              | Me              | Gi              | Ve              | Sa              | Do              | Lu              | Ma              | Me              | Gi              | Ve              | Sa              |                 |
| Aprile          | Do              | Lu              | Ma              | Me              | Gi              | Ve              | Sa              | Do              | Lu              | Ma              | Me              | Gi              | Ve              | Sa              | Do              | Lu              | Ma              | Me              | Gi              | Ve              | Sa              | Do              | Lu              | Ma              | Me              | Gi              | Ve              | Sa              | Do              | Lu              |                 |                 |
| Maggio          | Ma              | Me              | Gi              | Ve              | Sa              | Do              | Lu              | Ma              | Me              | Gi              | Ve              | Sa              | Do              | Lu              | Ma              | Me              | Gi              | Ve              | Sa              | Do              | Lu              | Ma              | Me              | Gi              | Ve              | Sa              | Do              | Lu              | Ma              | Me              | Gi              |                 |
| Giugno          | Ve              | Sa              | Do              | Lu              | Ma              | Me              | Gi              | Ve              | Sa              | Do              | Lu              | Ma              | Me              | Gi              | Ve              | Sa              | Do              | Lu              | Ma              | Me              | Gi              | Ve              | Sa              | Do              | Lu              | Ma              | Me              | Gi              | Ve              | Sa              |                 |                 |
| Luglio          | Do              | Lu              | Ma              | Me              | Gi              | Ve              | Sa              | Do              | Lu              | Ma              | Me              | Gi              | Ve              | Sa              | Do              | Lu              | Ma              | Me              | Gi              | Ve              | Sa              | Do              | Lu              | Ma              | Me              | Gi              | Ve              | Sa              | Do              | Lu              | Ma              |                 |
| Agosto          | Me              | Gi              | Ve              | Sa              | Do              | Lu              | Ma              | Me              | Gi              | Ve              | Sa              | Do              | Lu              | Ma              | Me              | Gi              | Ve              | Sa              | Do              | Lu              | Ma              | Me              | Gi              | Ve              | Sa              | Do              | Lu              | Ma              | Me              | Gi              | Ve              |                 |
| Settembre       | Sa              | Do              | Lu              | Ma              | Me              | Gi              | Ve              | Sa              | Do              | Lu              | Ma              | Me              | Gi              | Ve              | Sa              | Do              | Lu              | Ma              | Me              | Gi              | Ve              | Sa              | Do              | Lu              | Ma              | Me              | Gi              | Ve              | Sa              | Do              |                 |                 |
| Ottobre         | Lu              | Ma              | Me              | Gi              | Ve              | Sa              | Do              | Lu              | Ma              | Me              | Gi              | Ve              | Sa              | Do              | Lu              | Ma              | Me              | Gi              | Ve              | Sa              | Do              | Lu              | Ma              | Me              | Gi              | Ve              | Sa              | Do              | Lu              | Ma              | Me              |                 |
| Novembre        | Gi              | Ve              | Sa              | Do              | Lu              | Ma              | Me              | Gi              | Ve              | Sa              | Do              | Lu              | Ma              | Me              | Gi              | Ve              | Sa              | Do              | Lu              | Ma              | Me              | Gi              | Ve              | Sa              | Do              | Lu              | Ma              | Me              | Gi              | Ve              |                 |                 |
| Dicembre        | Sa              | Do              | Lu              | Ma              | Me              | Gi              | Ve              | Sa              | Do              | Lu              | Ma              | Me              | Gi              | Ve              | Sa              | Do              | Lu              | Ma              | Me              | Gi              | Ve              | Sa              | Do              | Lu              | Ma              | Me              | Gi              | Ve              | Sa              | Do              | Lu              |                 |